# Akre
Akrê of Aqrah (Arabisch: عقرة; ʿAqra, Koerdisch: ئاکرێ), is een stad in een district van dezelfde naam, gelegen in de Koerdisch provincie Duhok in Irak. De stad staat sinds de Golfoorlog (1990-1991) onder controle van de Koerdische Autonome Regio, en wordt behandeld als deel van de provincie Duhok. Akre staat bekend om zijn vieringen van Newroz.

## Geschiedenis
De stad werd gebouwd in de 7e eeuw v.Chr. en is een van de oudste continu bewoonde steden ter wereld . De Meden regeerden de stad van 612 tot 550 v.Chr. in wat bekend staat als de gouden eeuw. De zoroastrische prins Zand was de prins van de stad.
Tijdens de Koerdische opstanden tussen 1970 en 1990 gold Akrê als een regeringsgetrouwe stad, veel bestuurlijke ambtenaren en leden van regeringsgetrouwe milities woonden in de stad en het district. Na de verovering van Akrê in 1991 door Koerdische rebellen werden deze ambtenaren en militieleden als collaborateurs vervolgd. Ongeveer 8000 Koerdische gezinnen (totaal ongeveer 45.000 personen) werden door de nieuwe Koerdische bestuurders uit de stad en district verdreven en vluchtten naar Mosoel, dat nog door de Iraakse regering werd gecontroleerd.  Daar vestigden ze zich in leegstaande militaire gebouwen (Arabisch: al-Qil'a), waarna ze ook wel als al-Qilaa-Koerden werden aangeduid.

## Geografie
Akrê ligt aan de voet van een gebergte op ongeveer 60 kilometer ten zuiden van de grens met Turkije, aan de weg die van Mosoel naar het noordoosten gaat.
De stad heeft een mediterraan klimaat met natte winters, van december t/m april valt meer dan 120 mm regen per maand; van juni t/m september valt er (vrijwel) geen regen. De totale jaarlijkse hoeveelheid bedraagt normaal 890 mm. De zomers zijn erg warm met een gemiddeld maximum overdag in juli en augustus van 39°C; in januari is dat rond de 10°C.

## Bevolking
Het bevolkingsaantal bedraagt ongeveer 68.000 (2018). De bevolking bestaat grotendeels uit Koerden. 

## Afkomstig uit Akrê
- Aziz Aqrawi (1924-1998), brigadegeneraal en politicus
- Tariq Aqrawi (1943)  ambassadeur bij de VN, OPEC, Oostenrijk, IAEA[2]
- Hameed Akrawi (1946), minister[3]

## Afbeeldingen

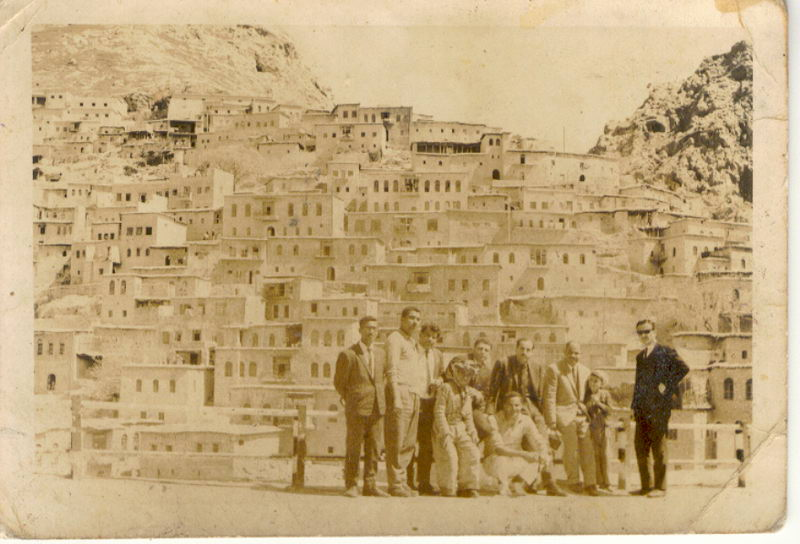
Akre in begin 20e eeuw
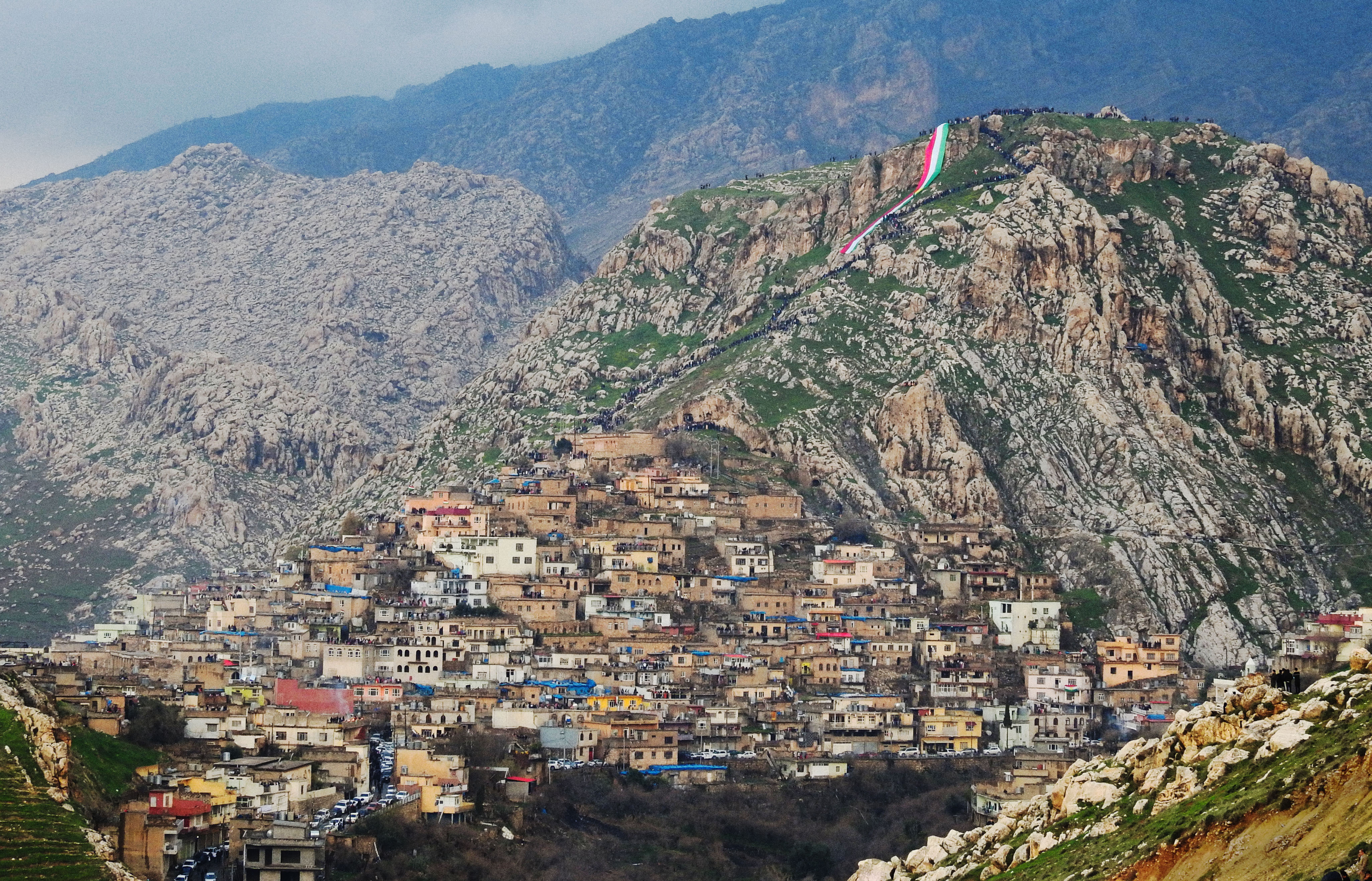
Newroz in Akre, 2017.
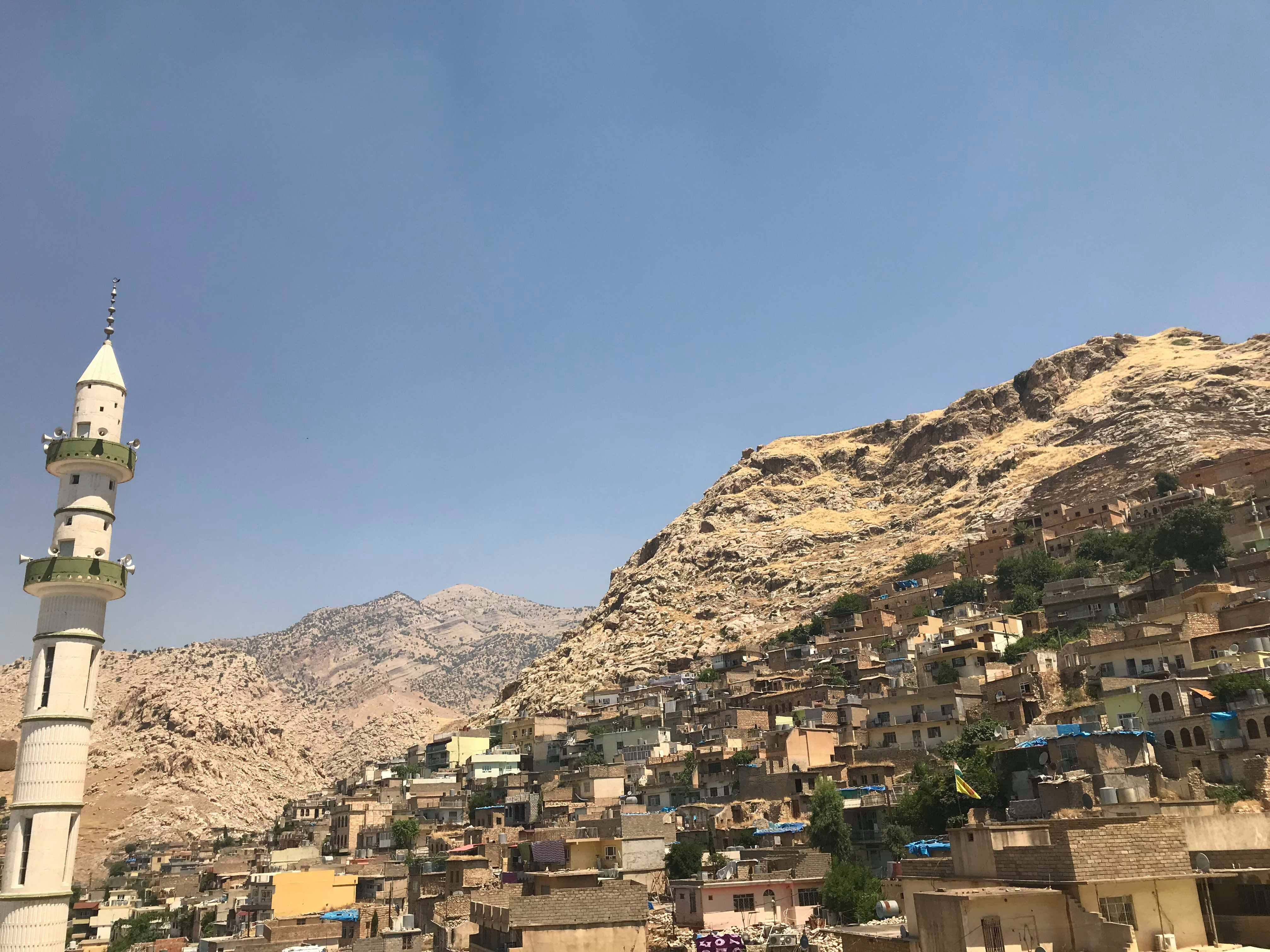
Minaret van de Grote Moskee van Akre